# Wilimowski (Roman)
Wilimowski (2016) ist ein Roman des bosnischen Schriftstellers Miljenko Jergović, dessen erste gedruckte Ausgabe seine polnische Übersetzung ist. Der Titel bezieht sich auf den deutsch-polnischen Fußballnationalspieler Ernst Willimowski, dessen Familienname auf Polnisch mit nur einem L geschrieben wird.

## Inhalt
Im Frühsommer 1938 reist der Krakauer Physikprofessor Tomasz Mieroszewski mit seinem an Osteoporose erkrankten Sohn Dawid, dessen Hauslehrer sowie einer Krankenschwester an die dalmatinische Adriaküste. Dort soll in einem Sanatorium eine erfolgversprechende Therapie entwickelt worden sein. Dawids Mutter, eine „schöne Jüdin“, ist jung gestorben, Mieroszewski trauert ihr nach. Auf dem Weg an die Küste übernachten die Reisenden im Norden des damaligen Jugoslawiens in einem kleinen Hotel, das die Einwohner der Ortschaft „Deutsches Haus“ nennen, weil die Besitzerin der deutschen Minderheit angehört; ihr Mann ist Kroate.
Über sein zum Reisegepäck gehörendes Radio, das mit einer großen Antenne ausgestattet ist, hören Mieroszewski und sein Sohn in einem polnischen Sender die Übertragung des Achtelfinales zwischen Polen und Brasilien bei der Fußballweltmeisterschaft 1938 in Frankreich. Dabei schießt der Oberschlesier Willimowski für die Polen vier Tore, die Brasilianer gewinnen dennoch 6:5 nach Verlängerung. In den folgenden Nächten sieht Dawid mehrmals Willimowski im Traum, dieser wird das Idol des halbgelähmten Jungen. Im Traum kann Dawid so gut laufen und dribbeln wie der Torjäger der polnischen Nationalelf. Die Gespräche der Bewohner und Gäste des „Deutschen Hauses“ kreisen indes nicht über Fußball, sondern über Freundschaft und Feindschaft zwischen den Völkern sowie die drohende Kriegsgefahr.
Aus dem Schlusskapitel geht hervor, dass der Aufenthalt in dem Sanatorium Dawid wenig geholfen hat. Er und sein Vater haben den Krieg nicht überlebt.

## Entstehungsgeschichte
Jergović hat nach eigenen Worten begonnen, sich für die Person Willimowski zu interessieren, nachdem er noch als fußballbegeistertes Kind gelesen hatte, dass dieser das Kunststück vollbracht habe, in einem Spiel gegen Brasilien vier Tore zu erzielen. Da er selbst von mehreren Kulturen geprägt sei, habe er sich später für Menschen mit ähnlichen Doppelidentitäten interessiert. Für ihn sei Willimowskis Lebensweg zwischen Deutschland und Polen typisch für das Schicksal vieler Grenzgänger, wie er sie auch im zerfallenen Jugoslawien kennengelernt habe.
Das Manuskript ist auf Kroatisch verfasst, doch fand sich zunächst kein Verleger für eine Buchausgabe. 2012 wurden in dem serbischen Sender RTS mehrere Kapitel aus ihm verlesen. 2016 erschien der Roman vollständig auf Polnisch. Anlass war der 100. Geburtstag Willimowskis, der nach der Torausbeute pro Spiel der effektivste Stürmer sowohl der polnischen als auch der deutschen Nationalmannschaft war. Auszüge aus dem Roman, zwei Traumsequenzen Dawids, wurden von Brigitte Döbert erstmals ins Deutsche übersetzt.

## Ausgabe
- Wilimowski. Zaprešić : Fraktura, 2016
  - Wilimowski. Aus dem Kroatischen von Magdalena Petryńska. Książkowe klimaty, Breslau 2016, ISBN 978-83-64887-45-1